# Estnische und Lettische Sommer-Meisterschaft im Skispringen 2023
Die Estnische und Lettische Sommer-Meisterschaft im Skispringen 2023 fand am 14. Oktober 2023 auf der Tehvandi-Schanze (K 90/HS 97) in Otepää im Kreis Valga statt.

## Programm und Zeitplan
Das Programm der Meisterschaft wurde an einem Tag absolviert.
| \| Otepää \| |
| Otepää       |

| Otepää |

## Teilnehmer
| 2 Damen und 23 Herren aus 3 Nationen         |
| -------------------------------------------- |
| - Estland (17) - Finnland (5) - Lettland (3) |

## Ergebnisse

### Damen
Es sprangen nur zwei Estin und dabei wurde Annemarii Bendi Meisterin.
| Rang | Name            | Weite 1      | Weite 2      | Punkte |
| ---- | --------------- | ------------ | ------------ | ------ |
| 1    | Annemarii Bendi | 067,0 m 0(1) | 064,5 m 0(1) | 110,0  |
| 2    | Mari Liiv       | 037,0 m 0(2) | 035,0 m 0(2) | 000,0  |

### Herren

#### Einzel
Artti Aigro wurde zum zweiten Mal hintereinander Meister und Kaimar Vagul wurde Juniorenmeister.
| Rang | Name          | Weite 1      | Weite 2      | Punkte | Junior- Rang |
| ---- | ------------- | ------------ | ------------ | ------ | ------------ |
| 1    | Artti Aigro   | 095,0 m 0(2) | 099,5 m 0(1) | 257,0  | –            |
| 2    | Martti Nõmme  | 094,5 m 0(1) | 091,5 m 0(2) | 237,5  | –            |
| 3    | Kevin Maltsev | 092,5 m 0(3) | 091,0 m 0(2) | 232,5  | –            |
| 4    | Kaimar Vagul  | 091,0 m 0(4) | 080,0 m 0(5) | 198,0  | 1            |
| 5    | Markkus Alter | 078,5 m 0(6) | 086,5 m 0(4) | 186,5  | –            |

| Rang | Name                | Weite 1       | Weite 2       | Punkte        | Junior- Rang  |
| ---- | ------------------- | ------------- | ------------- | ------------- | ------------- |
| 6    | Andero Kapp         | 086,5 m 0(5)  | 076,5 m 0(6)  | 180,5         | 2             |
| 7    | Richard Viks        | 051,0 m 0(7)  | 055,5 m 0(7)  | 051,0         | 3             |
| 8    | Mario Visnap        | 049,0 m 0(8)  | 053,0 m 0(8)  | 045,0         | –             |
| 9    | Elmeri Sajasalo     | 048,0 m 0(9)  | 050,5 m 0(9)  | 032,5         | –             |
|      | Ain Einar Kaugesalu | Did not start | Did not start | Did not start | Did not start |

#### U16
Karel Pastarus wurde U16 Meister. Bei den Letten wurde Kārlis Svēde Meister.
| Rang | Name                 | Weite 1      | Weite 2      | Punkte |
| ---- | -------------------- | ------------ | ------------ | ------ |
| 1    | Karel Pastarus       | 096,5 m 0(1) | 098,0 m 0(1) | 252,5  |
| 2    | Ruubert Teder        | 095,5 m 0(2) | 092,0 m 0(2) | 240,0  |
| 3    | Kristian Jussilainen | 092,0 m 0(3) | 084,0 m 0(4) | 211,0  |
| 4    | Markus Pungar        | 079,5 m 0(4) | 078,0 m 0(3) | 188,0  |
| 5    | Tuukka Hertman       | 077,5 m 0(5) | 080,5 m 0(6) | 167,5  |
| 6    | Ralf Rebane          | 073,5 m 0(7) | 083,5 m 0(5) | 157,5  |
| 7    | Pyry Kykkänen        | 073,5 m 0(6) | 070,5 m 0(7) | 142,5  |

| Rang | Name             | Weite 1      | Weite 2      | Punkte |
| ---- | ---------------- | ------------ | ------------ | ------ |
| 8    | Lauri Juul       | 063,5 m 0(8) | 066,0 m 0(8) | 099,0  |
| 9    | Fred Gustavson   | 058,5 m 0(9) | 064,5 m (10) | 086,5  |
| 10   | Kārlis Svēde     | 055,5 m (10) | 052,0 m (11) | 056,5  |
| 11   | Rene Savolaiinen | 053,5 m (11) | 054,0 m (10) | 048,5  |
| 12   | Markuss Broks    | 043,5 m (12) | 046,5 m (12) | 017,5  |
| 13   | Jēkabs Svēde     | 034,0 m (13) | 032,0 m (13) | 000,0  |